# Gulörad barbett
Gulörad barbett (Psilopogon australis) är en fågel i familjen asiatiska barbetter inom ordningen hackspettartade fåglar.

## Utseende
Gulörad barbett är en liten (16–17 cm) grön barbett med relativt kraftin näbb. Den har blått på hjässan, gult på örontäckare och kinder inramat av ett svart ögonstreck och ett svart mustaschstreck. Vidare är även strupen blå, kantad nertill av ett svart band. Nedanför syns ett guldgult band över bröstet.

## Utbredning och systematik
Arten förekommer enbart på Java och Bali. Den behandlas som monotypisk, det vill säga att den inte delas in i några underarter. Tidigare fördes taxonen i Psilopogon duvaucelii till australis, som då kallades blåörad barbett. Namnet har efter uppdelningen flyttats över till duvaucelii. 

### Släktestillhörighet
Arten placerades tidigare liksom de allra flesta asiatiska barbetter i släktet Megalaima, men DNA-studier visar att eldtofsbarbetten (Psilopogon pyrolophus) är en del av Megalaima. Eftersom Psilopogon har prioritet före Megalaima, det vill säga namngavs före, inkluderas numera det senare släktet i det förra.

## Levnadssätt
Gulörad barbett hittas i skogar och skogsbryn i låglänta områden och förberg, upp till 915 meters höjd på Bali men upp till 2000 meter på Java. Den kan också besöka plantage, trädgårdar och bambustånd. Arten häckar mellan februari och oktober på Java.

## Status och hot
Arten har ett stort utbredningsområde, men tros minska i antal, dock inte tillräckligt kraftigt för att den ska betraktas som hotad. Internationella naturvårdsunionen IUCN listar arten som livskraftig (LC).